# Vejprty (stacja kolejowa)
Vejprty – stacja kolejowa w Vejprtach, w kraju usteckim, w Czechach. Znajduje się na wysokości 715 m n.p.m.
Jest zarządzana przez Správę železnic. Na stacji istnieje możliwość zakupu biletów i rezerwacji miejsc.

## Linie kolejowe
- Chomutov – Vejprty
- Vejprty – Annaberg-Buchholz unt Bf